# Iglesia de Todos los Santos (Providence)
La Iglesia Memorial de Todos los Santos (en inglés, All Saints Memorial Church) es una iglesia episcopal histórica en 674 Westminster Street en Federal Hill,en la ciudad Providence, la capital del estado de Rhode Island (Estados Unidos). El edificio actual de la iglesia, una gran estructura de piedra rojiza con una torre de techo plano, fue diseñado por el arquitecto Edward Tuckerman Potter en un estilo gótico, Tudor Revival, y construido entre 1869 y 1872. Es el edificio de la iglesia episcopal más grande del estado y su única iglesia conocida diseñada por Potter. La casa parroquial que la acompaña (ahora demolida) es una estructura Tudor Revival diseñada por Gorham Henshaw y construida en 1909.
El edificio de la iglesia se agregó al Registro Nacional de Lugares Históricos en 1980.